# Calvin Russell

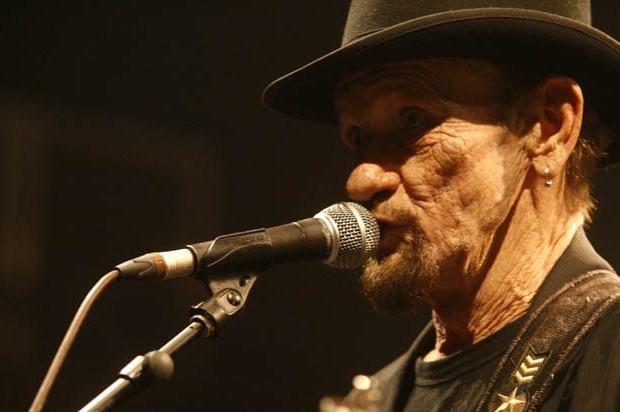
Calvin Russell, 2007

Calvin Russell (Calvert Russell Kosler, * 1. November 1948 in Austin, Texas; † 3. April 2011 in Garfield, Texas) war ein US-amerikanischer Singer-Songwriter, ein typischer Vertreter des Roots Rock, der seine Wurzeln im Country, Folk und Blues hat. Seine Lebenserfahrungen in der untersten Gesellschaftsschicht machten ihn zu einem Sprachrohr der Underdogs und Entwurzelten.

## Biografie
Calvin Russell, geboren unter dem Namen Calvert Russell Kosler, war nach eigenen Angaben das sechste von insgesamt neun Kindern. Red Kosler, der Vater, war Koch, seine Mutter Daisy Kellnerin. Beide arbeiteten in einer Kneipe namens Sho Nuff Café. Gitarrespielen lernte Russell mit zwölf; erste Band-Erfahrungen als Rhythmusgitarrist einer Garagenband namens Cavemen absolvierte er bereits ein Jahr später. Während er sich für zeitgenössische Rock-Musik früh begeisterte, konnte er mit Country & Western, der Lieblingsmusik seiner Eltern, lange Zeit nichts anfangen. Mit dem Gesetz geriet Russell bereits in jungen Jahren in Konflikt. Nach ersten Jugendstrafen, unter anderem wegen des Handels mit Marihuana folgte ein stetiger Wechsel aus Leben auf der Straße, Gefängnisaufenthalten und Versuchen, sich als Kneipen- und Straßenmusiker zu etablieren. Während eines Gefängnisaufenthalts im Jahr 1985 entstanden auch die ersten eigenen Songs.
Aufgrund der lokal stark ausgeprägten Musiker-Konkurrenz blieb Russell ein Durchbruch zunächst verwehrt. Seine neue Band The Charakters, eine am frühen Stil von ZZ Top orientierte Formation, kam 1988 zwar bei dem deutschen Independent-Label Line unter Vertrag. Die Debüt-CD floppte allerdings. Trotzdem schaffte es Russell, sich im Kreis der Austiner Alternative-Country-Szene einen Namen zu machen. Als Musiker und Sänger kooperierte Russell im Lauf der Jahre mit einer Reihe bekannter Genregrößen wie zum Beispiel Blaze Foley, Billy Joe Shaver, Lucinda Williams, Steve Earle sowie – vor allem – Townes Van Zandt. Der wirkliche Durchbruch brachte allerdings eine Zufallsbegegnung – das Zusammentreffen mit Patrick Mathé von dem französischen Alternative-Country-Label New Rose Records. Das für New Rose eingespielte Debütalbum A Crack in Time war vor allem in Europa erfolgreich – ein Bekanntheitsschwerpunkt, der sich in den Folgejahren nicht ändern sollte. Zusammen mit dem New-Rose-Debüt spielte Calvin Russell 14 weitere Alben ein – darunter Crossroad (2000), dessen Titelsong zu Russels bekanntesten Stücken gehörte und die von der Kritik stark gelobte Veröffentlichung Rebel Radio aus dem Jahr 2002.
Seinen Lebensmittelpunkt verlagerte Calvin Russell zunehmend in die Schweiz. Verheiratet war er lange Jahre mit einer Schweizerin aus dem Kanton Wallis, die er während einer Konzerttour kennengelernt hatte. Am 3. April 2011 starb Calvin Russell in Garfield, Texas an einer Leberkrebserkrankung und fand seine letzte Ruhestätte auf dem Cook-Walden Cemetery in Pflugerville, Texas.

## Musik
Typisch für die Musik von Calvin Russell war der unvermittelte Wechsel zwischen schnörkellosem, druckvollem, vom Electric-Blues beeinflussten Roots-Rock und Gitarre-dominierten, aber ebenso ausdrucksstarken Songs im Singer-Songwriter- und Folk-Stil – ein Stil, der gelegentlich mit dem der US-amerikanischen Band Steppenwolf verglichen wurde. Als eine wichtige Intention seines Musikschaffens nannte Russell den Kampf um Würde, Respekt und Akzeptanz. Über die Möglichkeit, den Schmerz mit Erfolg zu lindern, äußerte er sich gegenüber der Neuen Zürcher Zeitung pessimistisch: „Ich bin durch die Hölle auf Erden gegangen, und diesen Schmerz (…) kann man auch durch einen noch so großen Erfolg nie verwinden.“ Skeptisch kommentierte er Ende der 1990er Jahre auch die Erfolgsaussichten von Roots-Musik in den USA: „Unser Sound gilt in den USA eben nicht als cool. Lustig ist aber, dass junge Rockgruppen wie die Smashing Pumpkins von den Wurzeln zehren und uns Americana-Musikern große Beachtung schenken: Ihre CDs sind nicht überproduziert, wild und lyrisch, das gefällt mir.“
Europäische Medien bescheinigten Calvin Russell vor allem eine überdurchschnittlich hohe Authentizität. Als weiteres Alleinstellungsmerkmal Russells gilt die Schnörkellosigkeit und Punktgenauigkeit seiner Musik. Heinz-Jürgen Rippert schrieb in einem Nachruf auf der Website Suite101.com: „Calvin Russell prägte sich einem durch sein vom Leben gezeichneten Gesicht schnell ein. Seine Stimme war hart, rau und seine Songs wirkten authentisch. Die Lieder handeln vom Leben abseits der etablierten Schichten in den USA, jenseits der Hochglanzseiten, die so gerne in den Medien vorgeführt werden. Sie erzählen vom Leben auf der Straße, in Gefängnissen und der Sehnsucht nach Würde und ein wenig Glück. Nicht von ungefähr bezeichnete man den Singer-Songwriter als Charles Bukowski der Musik.“ Die Musik-Website musik-base.de schrieb anlässlich der Veröffentlichung des Albums In Spite Of It All: „Calvin Russell gehört zu den authentischsten Songwritern Amerikas. Er trägt sein Herz auf der Zunge, jeder Winkel seiner große Seele ist für Musikfans deutlich erkennbar. Russells bluesige Songs erzählen von Freiheit und Abenteuer, von Sehnsucht und Verletzlichkeit, von der unvergänglichen Liebe und tiefen Enttäuschungen, von der Prärie, von niemals ihr Ziel erreichenden Überland-Eisenbahnzügen und der schroffen Schönheit des wilden Westens, so wie er auch heute noch immer existent ist.“

## Diskografie

### Studio-Alben

#### The Characters
- 1988: Act 1  (Full Blast)

#### Calvin Russell
- 1990: A Crack in Time (New Rose/SPV Recordings)
- 1991: Sounds From The Fourth World (New Rose/SPV Recordings)
- 1992: Soldier (New Rose/SPV)
- 1995: Dream of the Dog (SPV Recordings)
- 1997: Calvin Russell (Last Call/SPV Recordings/Columbia)
- 1999: Sam (SPV Recordings/Columbia)
- 2001: Rebel Radio (SPV Recordings/Freefalls Entertainment/Dixiefrog)
- 2005: In Spite Of It All (SPV Recordings)
- 2007: Unrepentant (XIII BIS)
- 2009: Dawg Eat Dawg (XIII BIS)

### Live-Alben (nach Aufnahmejahr)
- 1990: Live 1990 - At The Kremlin (Last Call 2006, 1992 als Burnside Distribution Bootleg)
- 1993: Le Voyageur (New Rose/SPV)
- 2000: Crossroad. Unplugged Live (Last Call)
- 2007: Contrabendo (XIII BIS 2010)
- 2009: The Last Call, In The Heat of a Night... - Raweyed Tour 2009 (XIII BIS 2011)

### Sampler
- 1997:  The Story Of Calvin Russell – This Is My Life (SPV Recordings/Columbia)
- 2004: A Man in Full – The Best of Calvin Russell (Last Call)